# Нікола де Фер
Нікола де Фер (фр. Nicolas de Fer, 1646, Франція — 25 жовтня 1720, Париж) — французький географ і картограф кінця XVII століття. Видав понад 600 окремих карт, був призначеним географом короля. З картографування України, найвідоміші його праці — «План Мукачевської фортеці», мапа Причорномор'я.

## Карти України
Мапа Нікола де Фера «La Mer Noire Autrefois Pont-Euxin, Cara-Denghis Et par les Cosaques» (Карта Чорного моря). Карта видана 1705 року в Парижі. Для неї характерний лаконічний художній виклад, чіткі обриси моря, де вказано фактично усі вживані тогочасні назви, разом з «Як його називають козаки, Чорне море» (et par les Cosaques Czorno more). Нижнє Подніпров'я позначене за французькою традицією із винесенням на перший план домінантного на той час терміну «козаки»: «Pays des Cosaqyes Ukraine» (Земля козаків або Україна).
Карта «Carte des Estats de Suede, de Dannemarq, et de Pologne; sur la Mer Baltique». Видана в Парижі в 1700 році. Масштаб 1:4 200 000, формат 35 x 43 см. Оригінальна мапа складається з двох частин. Волинь (VOLHONIA), разом з Поділлям, названа Україною («Ukraine») та країною козаків («Pays des Cosaqyes»). Волинь — це власне землі від Західного Бугу до Дніпра. Написи на карті: Червона Русь, Україна, Русь Біла або Литовська, Московське Царство або Велике Князівство Московське.
У 1716 році Нікола де Фер видав карту «Les êtats de la couronne de Pologne sous lesquels sont compris la grande et la petite Pologne, le grand duché de Lithuanie, les Prusses et la Curlande, divisez en provinces et Palatinats. Tirez de plusieurs auteurs par N. de Fer Geographe de sa Majeste Catolique» (Королівство Польське, яке складається з великої та малої Польщі, великого герцогства Литовського, Пруссії, Курляндії, розділене на провінції і намісництва). Гравер P. Starckman (16..?-17..?). Мапа видана в Парижі. Між Дністром та Дніпром напис «Ukraine». Закінчення слова з буквами «ne» заходить на Лівобережну Україну.
Цього ж 1716 року Нікола де Фер видає ще одну карту «L'Europe suivant les nouvelles observations de Mrs de l'Académie royale des sciences». На карті (південь України) напис — «Pays des Cosaques» (Країна козаків). Напис «Russie Rouge» (Червона Русь) охоплює все Середнє Подніпров'я (Правобережне та Лівобережне). Позначено Поділля (Podolie), Волинь (Volhinie) та інші українські землі. Позначення Волині (Volhinie) зустрічається на мапі два рази: перший — на Поліссі, другий — в гирлі Дніпра (на землях Запорізької січі).

## Основні праці
- Les Côtes de France (1690)
- La France triomphante sous le règne de Louis le Grand (1693)
- Atlas Royal (first ed. 1695)
- Petit et Nouveau Atlas (1697)
- Atlas curieux (1700)
- Atlas ou recueil de cartes géographiques dressées sur les nouvelles observations (1709)
- La Sphère Royale (1717)